# Vlastimil Venclík
Vlastimil Venclík (* 1. září 1942 Praha) je český dramatik, scenárista, režisér a herec. Od května 2018 do března 2020 člen Rady České televize.

## Život
V roce 1966 začal studium oboru filmové a televizní režie na FAMU, ale kvůli rozporům obsahu jeho autorského filmu „Nezvaný host“ (v hlavní roli s Pavlem Landovským) s tehdejším režimem musel fakultu opustit a přes dvacet let pracoval ve zdravotnictví. Teprve pak se začal prosazovat jako dramatik, scenárista a příležitostný herec. Po roce 1989 režíroval některé své scénáře a hry a také natočil dokumentární seriál „Zprávy o stavu společnosti“. Po zvolení do hlavního výboru Masarykova demokratického hnutí spolupracoval na jeho kulturních podvečerech v divadle Kolowrat. Byl spoluautorem projektu společnosti CET 21, která získala licenci na vysílání nezávislé televize na základě programového projektu který nebyl nikdy dodržen.
V letech 1990 až 1995 vystupoval také v doprovodných programech na výstavách (Herbert Masaryk, T. G. Masaryk - člověk a umění), které uspořádalo Masarykovo demokratické hnutí. Účastnil se rovněž jeho podvečerů v Divadle Kolowrat na Ovocném trhu v Praze. 
V květnu 2018 se stal členem Rady České televize. Funkci vykonával do března 2020.
Jeho syn Filip Venclík byl v roce 1993 zabit při incidentu v pražském metru (byl zákeřně napaden a kopnut do hlavy ve stanici Dejvická).

## Námět
- Nezvaný host (1969)
- Všichni musí být v pyžamu (1984) (divadelní hra Vrať mi to pyžamo!)

## Režijní tvorba

### Filmy
- Nezvaný host (1969)
- Svatební noc
- Národ sobě
- Muž a žena
- Silvestrovská představení

### Televizní hry
- Domácí představení
- Společenská hra (1991)
- Nůž pro všechno
- Za svědka půjde počítač
- Umění nestárnout
- Víc než případ

### Seriály
- Pomalé šípy (scénář s Jaroslavem Papouškem)

### Televizní dokumentární seriály
- Zpráva o životě a smrti mého syna
- Zpráva o strachu a násilí
- Zpráva o rasismu a diskriminaci
- Zpráva o stáří a osamělosti
- Zpráva o zdraví a nemocech
- Zpráva o volbách a voličích
- Zpráva o poselství Josefa Vavrouška
- Zpráva o dvou osudech

## Divadelní hry
- Šťastná rodina
- Společenská hra
- Kontrola nemocného
- Domácí představení
- Nedopsané příběhy
- Do třetice všeho dobrého
- Sen zase, aneb senzace
- Silvestrovská překvapení
- Dušičky
- Ta naše písnička česká
- Hrdinové dlouho nevydrží
- Zahrada bláznů
- Erotikon
- Kryt čili úkryt
- Nový způsob starého humanismu
- Druhá míza
- Hledání ztraceného ráje
- Strážný anděl

## Rozhlasové hry
- Setkání v sádře
- Návrat domů
- Petrovští, aneb sejdeme se (seriál)
- Operka

## Obsazené role

### Filmy
- Pasti, pasti, pastičky (1998) – lékař
- Pasáž (1996) (muž v brýlích)
- Bumerang (1996) – Leopold Vlach
- Bubu a Filip (1996) (TV seriál) (doktor Kunc)
- Malostranské humoresky (1995)
- Nemocný bílý slon (1990)
- Něžný barbar (1989)
- Volná noha (1989)
- Cesta kolem mé hlavy (1984) (Šindelka)
- Prázdniny pro psa (1980) (švagr)
- Žena pro tři muže (1979)
- Střepy pro Evu (1978)

### Seriály
- Zdivočelá země (1. a 7. díl, 2001)
- Pomalé šípy (1993) (policista)